# Вальдрорбах
Вальдрорбах (нім. Waldrohrbach) — громада в Німеччині, розташована в землі Рейнланд-Пфальц. Входить до складу району Південний Вайнштрассе. Складова частина об'єднання громад Аннвайлер-ам-Тріфельс.
Площа — 5,90 км2. Населення становить 380 ос. (станом на 31 грудня 2020).